# وقواق سميك المنقار
وقواق سميك المنقار (الاسم العلمي: Cuculus crassirostris) (بالإنجليزية: Sulawesi cuckoo)‏ هو نوع من الطيور يتبع جنس الوقواق من فصيلة طيور الوقواق.